# Tension-leg platform

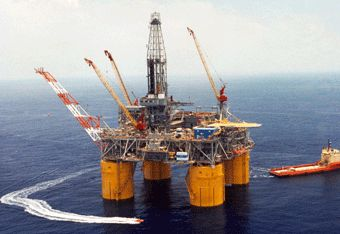
Mars-TLP

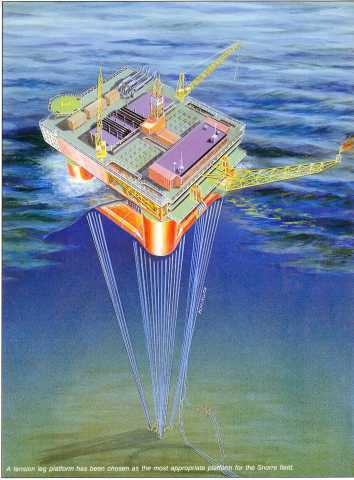
Tekening van de Snorre-TLP

Een tension-leg platform (TLP) is een verticaal gemeerd drijvend olieplatform dat wordt gebruikt in waterdieptes van meer dan 300 meter voor de productie van olie of gas. De constructie is een groot halfafzinkbaar platform (semisubmersible platform, semi) dat verticaal wordt afgemeerd. De TLP is een van de drijvende platforms die het mogelijk maken om op dieper water olie en gas te produceren dan mogelijk is met stalen onderstellen (jackets) of zelfs compliant towers. De andere drijvende platforms zijn het conventioneel afgemeerde halfafzinkbare productieplatform, de spar en de FPSO. Het diepste TLP is Big Foot in de Golf van Mexico in 1580 meter waterdiepte.

## Geschiedenis
Het concept werd onafhankelijk ontwikkeld door meerdere partijen, die echter niet allemaal uitgevoerd werden, zoals onder meer Sonat. Deep Oil Technology (DOT), een in 1967 door Fluor opgezet bedrijf dat zich richtte op olieproductie in diep water, werd door onder meer Conoco gevraagd verdere studies uit te voeren en in 1975 werd in 60 meter waterdiepte bij Santa Catalina Island voor de kust van Californië een test gedaan van drie maanden met de Deep Oil X-1. Deze was nog met staalkabels bevestigd.
Conoco wilde het verder ontwikkelen en koos hiervoor het Hutton-veld in de Noordzee. Hoewel de waterdiepte van 147 meter ook met een conventioneel jacket ontwikkeld kon worden, leek dit een goede mogelijkheid om het concept te testen. Scott Lithgow had een overeenkomst met DOT om het concept in het Verenigd Koninkrijk toe te passen. Het Offshore Supplies Office (OSO) dat bijdroeg aan de ontwikkeling van het Hutton-veld wees Conoco echter op het onderzoek dat Vickers Offshore al sinds 1974 uitvoerde voor BP aan Tethered Buoyant Platforms, om zo de Britse inbreng te vergroten. Uiteindelijk waren naast Conoco en BP ook Amoco, British Gas en BNOC betrokken en naast DOT en Vickers ook de Aker Groep.
Zo verkreeg Vickers met Brown & Root de opdracht voor de bouw. De halfafzinkbare romp met zes kolommen werd gebouwd bij Highland Fabricators in Nigg Bay. Brown & Root ontwierp een geïntegreerd Hi-deck zoals ook voor het Maureen-plaform. Dit moest de constructieperiode buitengaats verkorten door niet op locatie kleinere modules met een kraanschip op het jacket te plaatsen, maar het dek in zijn geheel aan de wal te bouwen, op een ponton te laden en daarna met de float-over-methode op de romp te plaatsen. Het dek werd gebouwd door McDermott in Ardersier, op het ponton Oceanic 93 geladen, waarna in mei 1984 de float-over door Aker Offshore Company (AOC) plaatsvond in het Moray Firth bij Findhorn. Daarna werd het geheel in juli 1984 naar locatie gesleept. Daar werden de zestien buizen door de Balder en Hermod van Heerema in drie dagen met de zeebodem verbonden, waarna het platform al na 22 dagen olie produceerde. Bij vergelijkbare conventionele platforms kon dit tot een jaar duren. Hoewel duurder dan gepland, beviel het concept dusdanig dat Conoco drie maanden later aankondigde ook voor het Jolliet-veld een TLP te gebruiken.

## Kenmerken
Het platform wordt afgemeerd met behulp van trekstangen of tendons, lange holle palen, verbonden aan in de zeebodem geplaatste paalankers of zuigankers (suction-piles). Zodra deze bevestigd zijn, wordt het platform gedeeltelijk ontballast, waardoor er een grote trekkracht op de palen komt te staan, die ervoor zorgt dat het platform op zijn plaats blijft. Dit komt door de relatief hoge axiale stijfheid (lage elasticiteit). Zolang de tendons gespannen zijn, is het platform in staat om de verticale bewegingen te weerstaan die worden opgewekt door de golven. Dit maakt het mogelijk om de putafsluiters boven water te monteren (droge putafsluiters, dry trees).
| schrikken (surge) | > 100 |
| verzetten (sway)  | > 100 |
| dompen (heave)    | < 5   |
| slingeren (roll)  | < 5   |
| stampen (pitch)   | < 5   |
| gieren (yaw)      | > 100 |

Bij conventionele TLP's bevindt zich net als bij gewone semi's een groot deel van het deplacement onder water. Hierdoor verminderd het effect van zeegang en deining. Bij semi's ligt de eigenperiode voor dompen (heave), slingeren (roll) en stampen (pitch) ruim boven de meeste golfperiodes van het golfspectrum, wat tussen de 4 en 6 seconde is voor normale zeegang en tot 20-25 seconde voor deining, afhankelijk van het gebied. Door de stijfheid van de tendons ligt de eigenperiode voor dompen, slingeren en stampen bij TLP's juist daaronder, typisch tussen de 2 en 4 seconde. Voor schrikken (surge), verzetten (sway) en gieren (yaw) ligt de eigenperiode juist veel hoger, typisch tussen de 70 en 120 seconden.

## Types
Bij de conventionele TLP is de romp een halfafzinkbaar platform. Bij Hutton in 1984 bestond dit nog uit zes kolommen, daarna werd dit vier kolommen. Jolliet was hiervan in 1989 de eerste en bij dit platform was de diameter van de tendons ook vergroot om deze zo een neutraal drijfvermogen te geven en zo het draagvermogen van het platform te vergroten. Binnen dit type zijn varianten, waaronder Heidrun uit 1995 dat een betonnen platform is.
Voor het kleine Morpeth-veld van British-Borneo werd een alternatief gezocht. Dit werd de Atlantia SeaStar. Deze mini-TLP bestaat uit een kolom met daaraan drie pontons in radiale opstelling en werd in 1998 opgeleverd. Atlantia werd in 2001 overgenomen door SBM Offshore dat daarmee dit ontwerp in bezit kreeg.
MODEC, SEA Engineering en AmClyde ontwierpen een kleinere conventionele variant, Moses. De eerste Moses-TLP was Prince in 2001. De kolommen zijn hier kleiner en staan dichter bij elkaar. SEA Engineering werd in 2007 overgenomen door WorleyParsons en het jaar daarop samengevoegd met INTEC tot INTECSEA.
Een andere variant is de extended base TLP of ETLP. Van dit ontwerp van ABB Lummus Global was Kizomba A in 2004 de eerste in productie. Met dit ontwerp kon vooral het gewicht sterk terug worden gebracht. In 2005 kocht FloaTEC dit ontwerp over. FloaTEC is een samenwerking tussen Keppel en McDermott.
| #  | Veld                      | Type     | Jaar | Operator       | Land                              | Ontwerp                                | Werf                                             | Installatie  | Waterdiepte |
| -- | ------------------------- | -------- | ---- | -------------- | --------------------------------- | -------------------------------------- | ------------------------------------------------ | ------------ | ----------- |
| 1  | Hutton                    | TLP      | 1984 | Conoco         | Verenigd Koninkrijk               | Conoco, Vickers Offshore, Brown & Root | Highland Fabricators/ McDermott Ardersier        | Heerema      | 147 m       |
| 2  | Jolliet                   | TLWP     | 1989 | Conoco         | Golf van Mexico, Verenigde Staten | Conoco, ABB Lummus Global              | FELS                                             | Heerema      | 536 m       |
| 3  | Snorre A                  | TLP      | 1992 | Saga Petroleum | Noorwegen                         | Aker Kvaerner                          | Kvaerner Rosenberg/ Aker Stord                   |              | 335 m       |
| 4  | Auger                     | TLP      | 1994 | Shell          | Golf van Mexico, Verenigde Staten | ABB Lummus Global                      | Belleli/ McDermott Morgan City, Aker Gulf Marine | HeereMac     | 873 m       |
| 5  | Heidrun                   | TLP      | 1995 | Conoco         | Noorwegen                         | Conoco                                 | Norwegian Contractors                            |              | 345 m       |
| 6  | Mars                      | TLP      | 1996 | Shell          | Golf van Mexico, Verenigde Staten | ABB Lummus Global                      | Belleli/ McDermott Morgan City                   | HeereMac     | 894 m       |
| 7  | Ram Powell                | TLP      | 1997 | Shell          | Golf van Mexico, Verenigde Staten | ABB Lummus Global                      | Belleli/ McDermott Morgan City                   | Heerema      | 980 m       |
| 8  | Morpeth                   | Mini-TLP | 1998 | British-Borneo | Golf van Mexico, Verenigde Staten | Atlantia SeaStar                       | Gulf Island Fabrication                          | McDermott    | 518 m       |
| 9  | Ursa                      | TLP      | 1999 | Shell          | Golf van Mexico, Verenigde Staten | ABB Lummus Global                      | Belleli/ McDermott Amelia                        | Heerema      | 1159 m      |
| 10 | Allegheny                 | Mini-TLP | 1999 | British-Borneo | Golf van Mexico, Verenigde Staten | Atlantia SeaStar                       | Gulf Island Fabrication                          | McDermott    | 1009 m      |
| 11 | Marlin                    | TLP      | 1999 | Amoco          | Golf van Mexico, Verenigde Staten | ABB Lummus Global                      | Belleli/ Aker Gulf Marine                        | HeereMac     | 987 m       |
| 12 | Typhoon                   | Mini-TLP | 2001 | Chevron        | Golf van Mexico, Verenigde Staten | Atlantia SeaStar                       | McDermott Morgan City                            | McDermott    | 639 m       |
| 13 | Brutus                    | TLP      | 2001 | Shell          | Golf van Mexico, Verenigde Staten | ABB Lummus Global                      | Belleli/ McDermott Morgan City                   | Heerema      | 910 m       |
| 14 | Prince                    | Mini-TLP | 2001 | El Paso        | Golf van Mexico, Verenigde Staten | MODEC/ SEA Engineering                 | AmFELS/ Omega Natchiq                            | Heerema      | 454 m       |
| 15 | West Seno A               | TLP      | 2003 | Unocal         | Straat Makassar, Indonesië        | INTECSEA                               | Samsung                                          | Clough       | 1021 m      |
| 16 | Matterhorn                | Mini-TLP | 2003 | TotalFinaElf   | Golf van Mexico, Verenigde Staten | SBM Offshore SeaStar                   | Keppel FELS / Gulf Marine Fabricators            | Heerema      | 859 m       |
| 17 | Marco Polo                | Mini-TLP | 2004 | Anadarko       | Golf van Mexico, Verenigde Staten | MODEC/ SEA Engineering                 | Samsung/ Kiewit                                  | Heerema      | 1311 m      |
| 18 | Kizomba A                 | ETLP     | 2004 | ExxonMobil     | Angola                            | ABB Lummus Global/ FloaTEC             | FELS                                             | Heerema      | 1178 m      |
| 19 | Magnolia                  | ETLP     | 2005 | ConocoPhillips | Golf van Mexico, Verenigde Staten | ABB Lummus Global/ FloaTEC             | Samsung/ Gulf Marine Fabricators                 | Saipem       | 1425 m      |
| 20 | Kizomba B                 | ETLP     | 2005 | ExxonMobil     | Angola                            | ABB Lummus Global/ FloaTEC             | FELS                                             | Heerema      | 1178 m      |
| 21 | Oveng                     | Mini-TLP | 2007 | Hess           | Equatoriaal-Guinea                | MODEC/ SEA Engineering                 | Samsung                                          | Heerema      | 271 m       |
| 22 | Okume/ Ebano              | Mini-TLP | 2007 | Hess           | Equatoriaal-Guinea                | MODEC/ SEA Engineering                 | Samsung                                          | Heerema      | 503 m       |
| 23 | Neptune                   | Mini-TLP | 2007 | BHP Billiton   | Golf van Mexico, Verenigde Staten | Atlantia SeaStar                       | Signal International/ Gulf Island Fabrication    | Heerema      | 1280 m      |
| 24 | Shenzi                    | TLP      | 2009 | BHP Billiton   | Golf van Mexico, Verenigde Staten | MODEC/ INTECSEA                        | Samsung/ Kiewit                                  | Heerema      | 1333 m      |
| 25 | Papa Terra, Petrobras LXI | TLWP     | 2013 | Petrobras      | Brazilië                          | FloaTEC                                | BrasFELS/ FELS                                   | McDermott    | 1200 m      |
| 26 | Mars B/ Olympus           | TLP      | 2015 | Shell          | Golf van Mexico, Verenigde Staten |                                        | Samsung/ Kiewit                                  | Heerema      | 945 m       |
| 27 | Moho Nord                 | TLP      | 2016 | Total          | Congo-Brazzaville                 |                                        | Hyundai                                          | Heerema      | 780 m       |
| 28 | Malikai                   | TLP      | 2017 | Shell          | Maleisië                          | Technip                                | MMHE                                             | Heerema/ IEV | 500 m       |
| 29 | Stampede                  | TLP      | 2017 | Hess           | Golf van Mexico, Verenigde Staten | MODEC                                  | Samsung/ Kiewit                                  | Heerema      | 1066 m      |
| 30 | Big Foot                  | ETLP     | 2018 | Chevron        | Golf van Mexico, Verenigde Staten | FloaTEC                                | FELS                                             | Heerema      | 1581 m      |